# Jay Ellis
Jay Ellis, pseudonimo di Wendell Ramone Ellis Jr. (Sumter, 27 dicembre 1981), è un attore e produttore cinematografico statunitense.

## Biografia
Wendell Ramone Ellis Jr. è nato il 27 dicembre 1981, a Sumter. Suo padre lavorava per la United States Air Force, mentre sua madre era una dirigente finanziaria. A causa del lavoro di suo padre, in 13 anni, ha studiato in 12 scuole diverse, prima di frequentare la Concordia University di Portland.

### Carriera
Inizialmente, ha lavorato come stagista di pubbliche relazioni per la squadra di basket Portland Trail Blazers e successivamente per diverse aziende di abbigliamento sportivo, tra cui Nike e Adidas.
Nel 2004, si trasferisce a Los Angeles per concentrarsi sulla sua carriera cinematografica. Ha iniziato la sua carriera come attore professionista nel 2005, quando ha recitato in un episodio delle serie televisive Invasion e Related. Nel 2011, è apparso nelle serie Grey's Anatomy e NCIS - Unità anticrimine. Nel 2012, ha recitato in un episodio di How I Met Your Mother e Hart of Dixie.
Nel 2013, è entrato a far parte del cast della serie televisiva The Game. Dal 2016, interpreta Lawrence Walker, nella serie di HBO Insecure.  Per la sua interpretazione, nel 2018 ha ottenuto il NAACP Image Award come miglior attore non protagonista in una serie commedia.
Nel 2019, ha interpretato Jason Walker in Escape Room. Nel 2021, ha ripreso il ruolo nel sequel, Escape Room 2 - Gioco mortale. Nel 2022, ha recitato nel film Top Gun: Maverick.

## Vita privata
Il 9 luglio 2022 ha sposato a San Casciano in Val di Pesa la modella e attrice serba, Nina Seničar, con cui si frequentava dal 2015. La coppia ha una figlia, Nora Grace, nata nel 2019 e un figlio, Noa Gray, nato nel 2024.

## Filmografia

### Attore

#### Cinema
- One Upon a Time... When We Were Colored, regia di Tim Reid (1995)
- Let's Do This!, regia di Bob Odenkirk (2011)
- Comic Movie (Movie 43), registi vari (2013)
- Un misterioso Babbo Natale (Dear Secret Santa), regia di Peter Sullivan (2013)
- My Favorite Five, regia di Paul D. Hannah (2015)
- La regola di novembre (November Rule), regia di Mike Elliott (2015)
- Breaking Dance (Breaking Through), regia di John Swetnam (2015)
- Shortwave, regia di Ryan Phillips (2016)
- Like Cotton Twines, regia di Leila Djansi (2016)
- A Boy. A Girl. A Dream, regia di Qasim Basir (2018)
- In a Relationship - Amori a lungo termine (In a Relationship), regia di Sam Boyd (2018)
- Escape Room, regia di Adam Robitel (2019)
- Escape Room 2 - Gioco mortale (Escape Room: Tournament of Champions), regia di Adam Robitel (2021)
- Top Gun: Maverick, regia di Joseph Kosinski (2022)
- Mi ricorda qualcuno (Somebody I Used to Know), regia di Dave Franco (2023)
- Freaky Tales, regia di Anna Boden e Ryan Fleck (2024)
- The Gutter, regia di Isaiah Lester e Yassir Lester (2024)
- Freaky Tales, regia di Ryan Fleck e Anna Boden (2024)

#### Televisione
- Invasion - serie TV, episodio 1x03 (2005)
- Related - serie TV, episodio 1x02 (2005)
- Beautiful (The Bold and the Beautiful) - serie TV, episodio 1x5922 (2010)
- Grey's Anatomy - serie TV, episodio 7x20 (2011)
- NCIS - Unità anticrimine (NCIS: Naval Criminal Investigative Service) - serie TV, episodio 9x02 (2011)
- How I Met Your Mother - serie TV, episodio 7x13 (2012)
- Hart of Dixie - serie TV, episodio 1x17 (2012)
- ICarly - serie TV, episodio 6x9 (2012)
- Crash & Bernstein - serie TV, episodio 1x03 (2012)
- NCIS: Los Angeles - serie TV, episodio 4x20 (2013)
- The Game - serie TV, 48 episodi (2013-2015)
- Masters of Sex - serie TV, episodio 2x05 (2014)
- Grace and Frankie - serie TV, episodio 2x08 (2016)
- Insecure - serie TV, 36 episodi (2016-2021)
- Mrs. America - serie TV, 2 episodi (2020)
- La pazza storia del mondo, Parte II (History of the World: Part II) - serie TV, 4 episodi (2023)
- A Black Lady Sketch Show - serie TV, episodio 4x01 (2023)

### Doppiatore
- The Second Best Hospital in the Galaxy - serie animata, 3 episodi (2024)

### Regista
- Insecure - serie TV, episodio 4x07 (2020)
- Rap Sh!t - serie TV, episodio 1x08 (2022)

### Produttore

#### Cinema
- Like Cotton Twines, regia di Leila Djansi (2016)
- Ritrova te stesso (Black Box), regia di Emmanuel Osei-Kuffour Jr. (2020)
- Sue Bird: In the Clutch, regia di Sarah Dowland (2024)

#### Televisione
- Hard Medicine - serie TV, 8 episodi (2017)
- Daytime Noir - serie TV, 4 episodi (2019)
- Behind Her Faith - serie TV, 4 episodi (2020)
- All the Single Ladies - serie TV, 8 episodi (2022-2023)

#### Cortometraggi
- The Black Bachelor, regia di Pat Bishop (2014)
- Twelve Steps, regia di Paula Bryant-Ellis (2015)

### Sceneggiatore
- Daytime Noir - serie TV, 4 episodi (2019)

## Doppiatori italiani
Nelle versioni in italiano delle opere in cui ha recitato, Jay Ellis è stato doppiato da:
- Carlo Petruccetti in In a Relationship - Amori a lungo termine
- Marco Vivio in Escape Room
- Andrea Mete in Insecure, Breaking Dance
- Niccolò Guidi in Comic Movie
- Francesco Fabbri in Top Gun: Maverick